# Боярське (заповідне урочище)
Боя́рське — заповідне урочище місцевого значення в Україні. Об'єкт природно-заповідного фонду Івано-Франківської області. 
Розташоване на території Яремчанської міської громади Івано-Франківської області, на північний захід від міста Яремче. 
Площа 14,3 га. Статус надано згідно з рішенням облвиконкому від 16.09.1980 року № 335. Перебуває у віданні ДП «Делятинський лісгосп» (Дорівське лісництво, кв. 22, вид. 23). 
Статус присвоєно для збереження частини лісового масиву на схилі гори Вавторова (масив Ґорґани). Зростає буковий праліс віком 200 років. Діаметром дерев понад 50 см, висота близько 40 м.